# Juanjo Narváez
Juan José „Juanjo“ Narváez Solarte (* 12. Februar 1995 in Pasto) ist ein kolumbianischer Fußballspieler, der aktuell für Al-Jabalain FC in Saudi-Arabien spielt. 

## Vereinskarriere
Juanjo Narváez begann beim Klub seiner Geburtsstadt Deportivo Pasto im Alter von sieben Jahren mit dem Fußballsport. Am 9. März 2011 feierte er in der Copa Postobón gegen Deportivo Cali sein Debüt in der ersten Mannschaft und am 7. April folgte gegen Alianza Petrolera seine erste Ligabegegnung für seinen Klub, der zu diesem Zeitpunkt in der Categoría Primera B spielte. Juanjo Narváez erzielte beim 3:0-Sieg in der 20. Minute das Tor zum 2:0. Insgesamt brachte er es in jener Saison auf sechs Einsätze in der Liga und sieben im Pokal und seine Mannschaft stieg als Meister in die Categoría Primera A auf. In der folgenden Spielzeit bestritt er zwei Begegnungen in der ersten Division sowie acht Pokalspiele für Deportivo Pasto.
Im Dezember 2012 wechselte der damals 17-jährige in die Juniorenakademie von Real Madrid und spielte den Rest der Saison in der U-18-Mannschaft (Juvenil B) der Hauptstädter. Im Sommer 2013 stieg er in die A-Jugend der „Königlichen“ auf, mit denen er auch die UEFA Youth League bestritt.
Aufgrund seiner starken Leistungen zu Saisonbeginn kam er am 10. November 2013 zu seinem ersten Einsatz für Real Madrid Castilla, der Zweitmannschaft des Klubs, die zu dieser Zeit in der Segunda División spielte. Im Januar 2016 folgte sein Wechsel zu Betis Sevilla. Dort rückte er im Sommer 2017 in die Profimannschaft auf. In den folgenden Jahren wurde er an den FC Córdoba, UD Almería und die UD Las Palmas ausgeliehen. Im September 2020 wechselte er ablösefrei zu Real Saragossa. Nach zwei Jahren verließ er den Verein wieder und schloss sich Real Valladolid an. Nach einem halben Jahr dort wurde er zu CD Leganés verliehen. Im Sommer 2023 wurde er vom Ligakonkurrenten Valladoids, dem FC Cartagena, fest verpflichtet. Dort hat er einen Vertrag bis 2025.

## Erfolge
- Meister der Categoría Primera B: 2011